# Huis ten Bosch
Huis ten Bosch är ett av den nederländska kungafamiljens fyra officiella slott och ligger i Haag. Det är Willem-Alexander av Nederländernas bostad sedan 2019.

## Bakgrund
Slottet började att byggas den 2 september 1645 under ledning av Bartholomeus Drijffhout och efter ritningar av Pieter Post och Jacob van Campen. Det beboddes av Elizabeth Stuart och hennes man som då bodde i exil. När bygget var klart användes det som sommarbostad åt Frederik Hendrik och hans hustru Amalia von Solms. Efter hans död 1647 tillägnade hon slottet åt sin man. Under ledning av Jacob van Capmen fylldes Oreanga rummet med glorifierande målningar av den döde prinsen målade av dåtidens största konstnärer som Gerard van Honthorst, Jacob Jordaens, Thomas Willeboirts Bosschaert och Jan Lievens. Matrummet designades av Daniel Marot.
Under de följande 150 åren bytte slottet ägare flera gånger från familjen Nassau, kungen av Preussen och många ståthållare tills fransmännen invaderade 1795. De gav slottet till det nederländska folket, som äger det än idag. Louis Bonaparte bodde här mellan 1805 och 1807.
När Vilhelm I blev nederländsk kung gjorde han Huis ten Bosch till ett av sina officiella residens. Det blev favoritställe för många i den nederländska kungafamiljen och var under första världskriget bostad åt drottning Vilhelmina av Nederländerna. Drottningen och hennes familj tvingades fly från slottet till Storbritannien och därifrån till Kanada när tyskarna invaderade Nederländerna under andra världskriget. Nazisterna tänkte riva slottet, men lät bli. Det skadades dock så mycket att det blev obeboeligt.
Slottet renoverades därför grundligt 1950-1956 och blev åter kungligt residens och huvudsaklig bostad åt kungafamiljen 1981. Det består av en central del med två långa flyglar som är cirka 110 meter långa.